# Stülcken-Werft
Die Werft H. C. Stülcken Sohn (auch Stülckenwerft) war eine der großen Werften in Hamburg. Der 1846 in Hamburg-Steinwerder gegründete Betrieb lag direkt an der Norderelbe zwischen Fährkanal und der Reiherstiegwerft und wurde nach der Übernahme durch Blohm + Voss Ende der 1960er Jahre geschlossen.

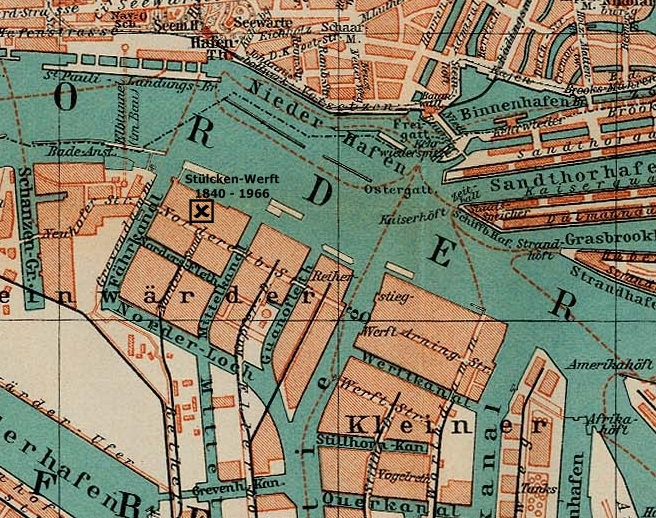
Karte von 1910 (Ausschnitt): Östlich des Fährkanals an der Norderelbstraße befand sich die Stülckenwerft

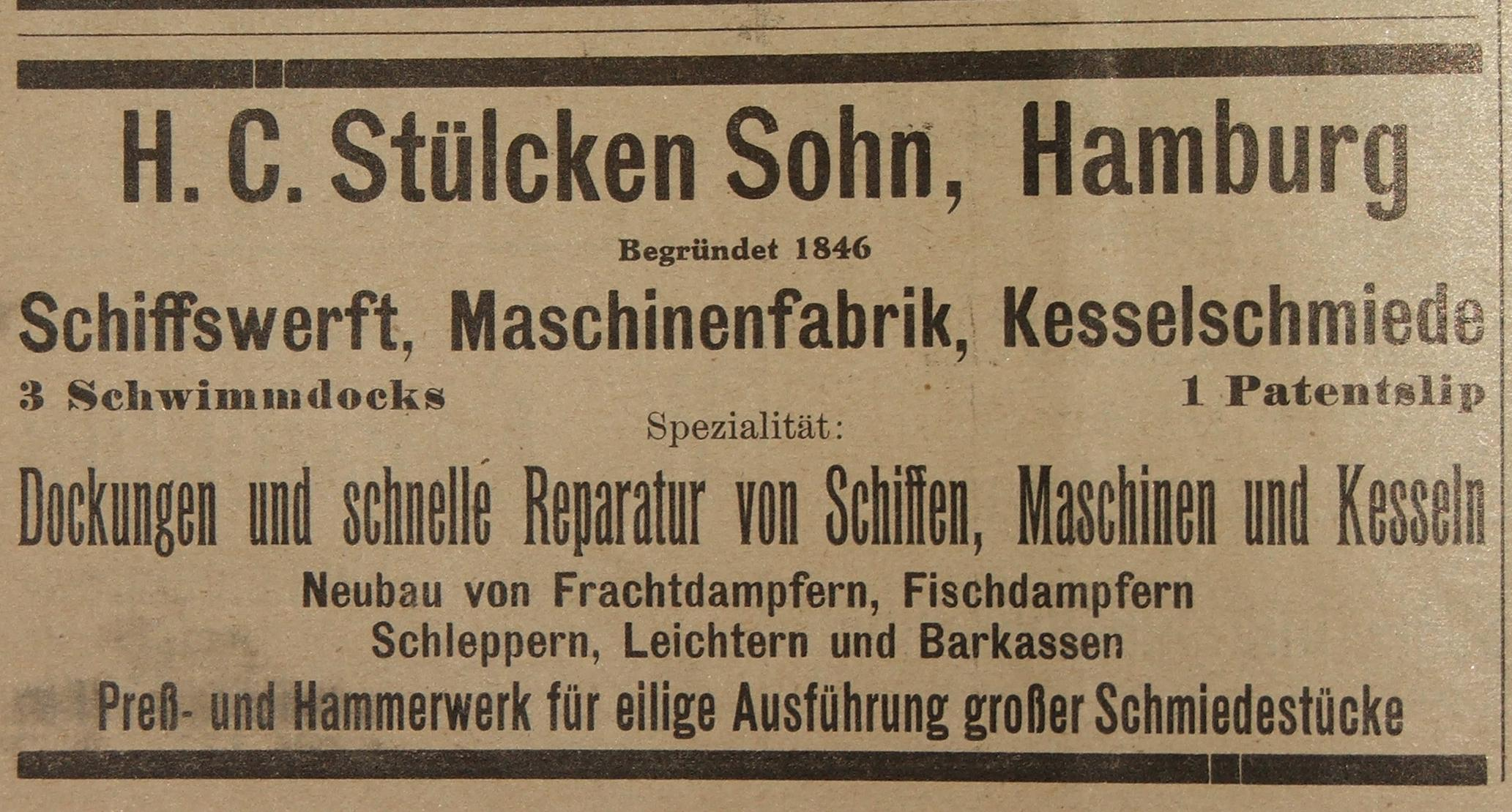
Werbung der Werft in der Fachzeitschrift „Hansa“ von 1913

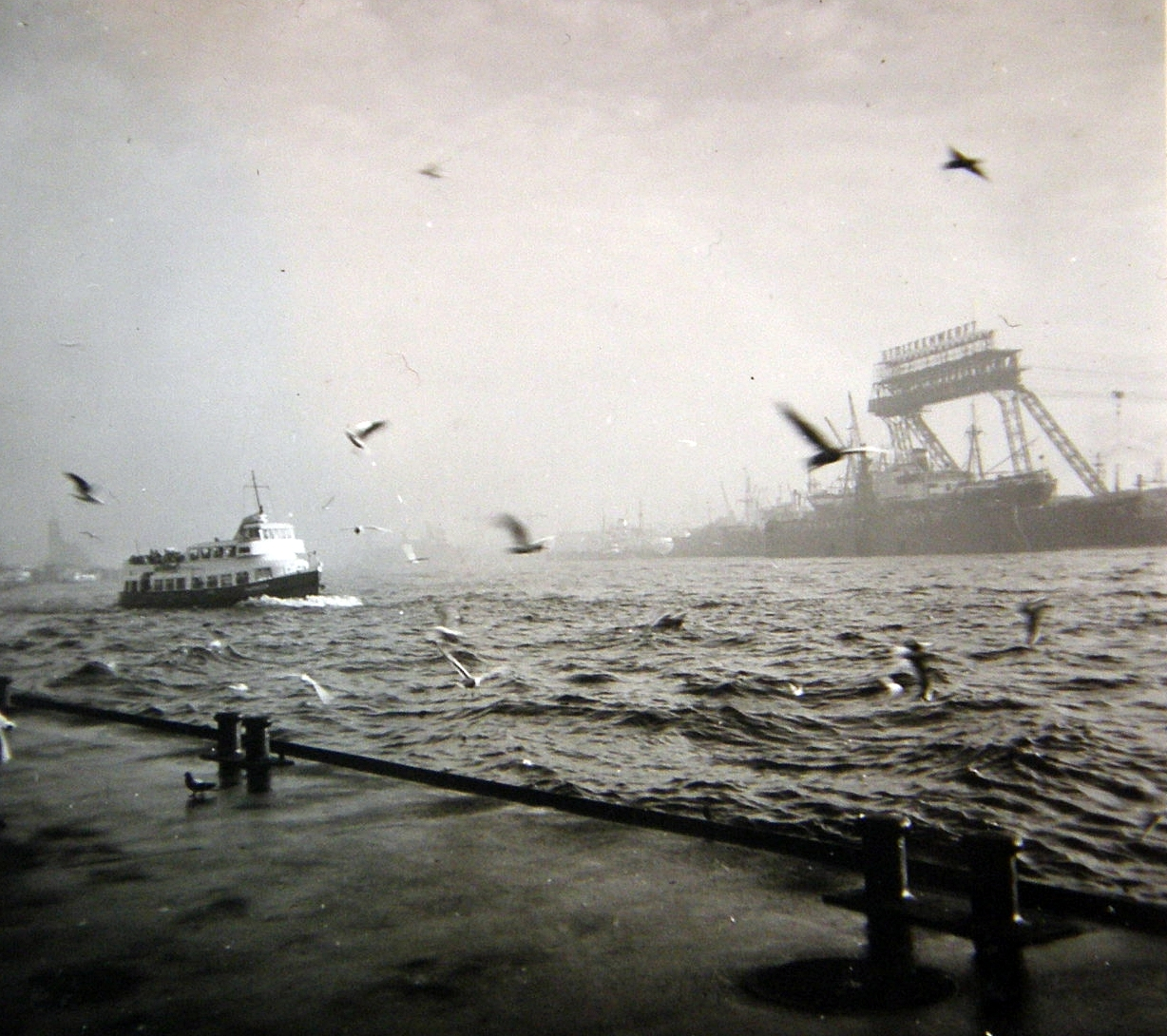
Blick von den St. Pauli-Landungsbrücken auf die Stülckenwerft (um 1960).

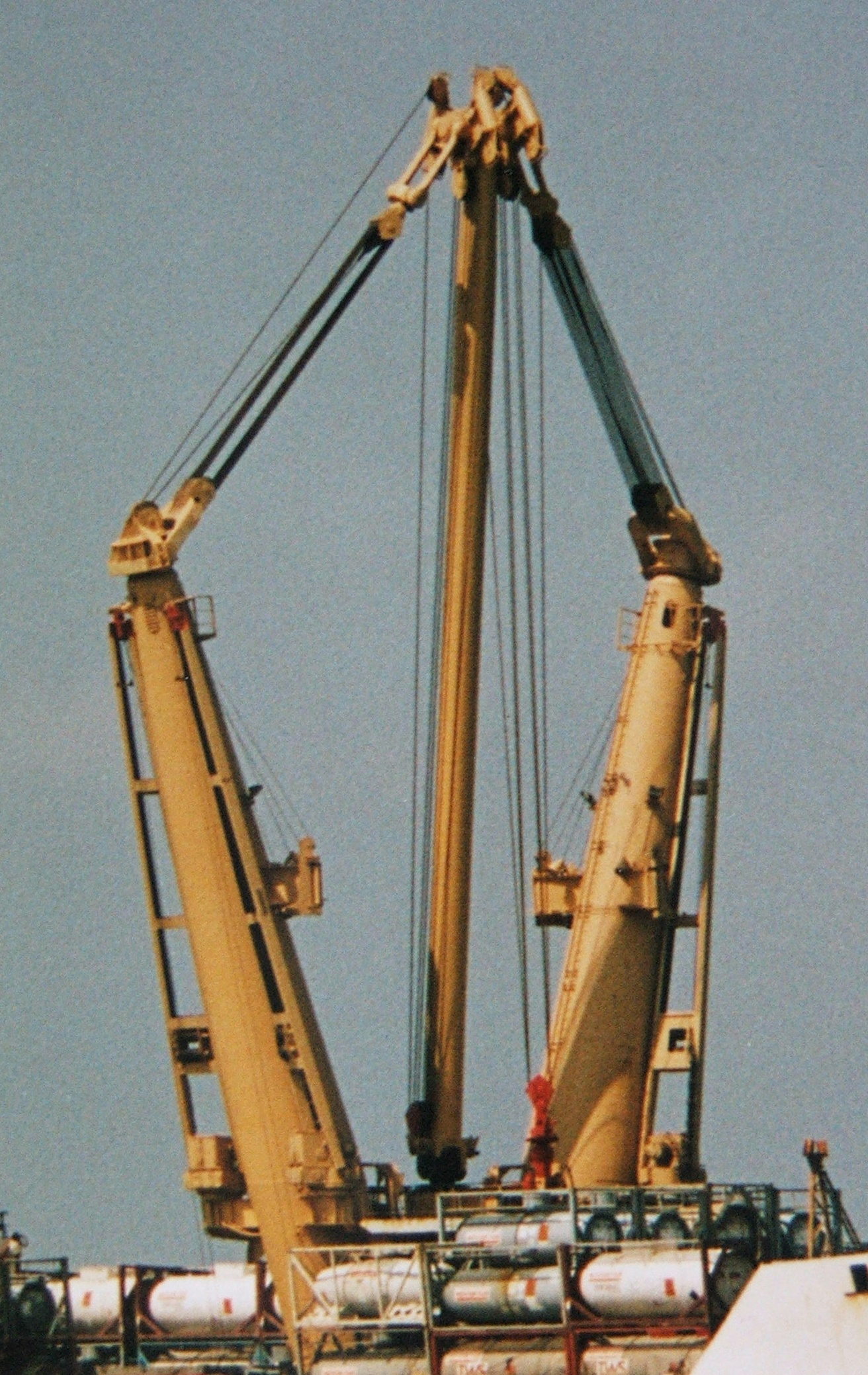
Stülcken-Schwergutbaum

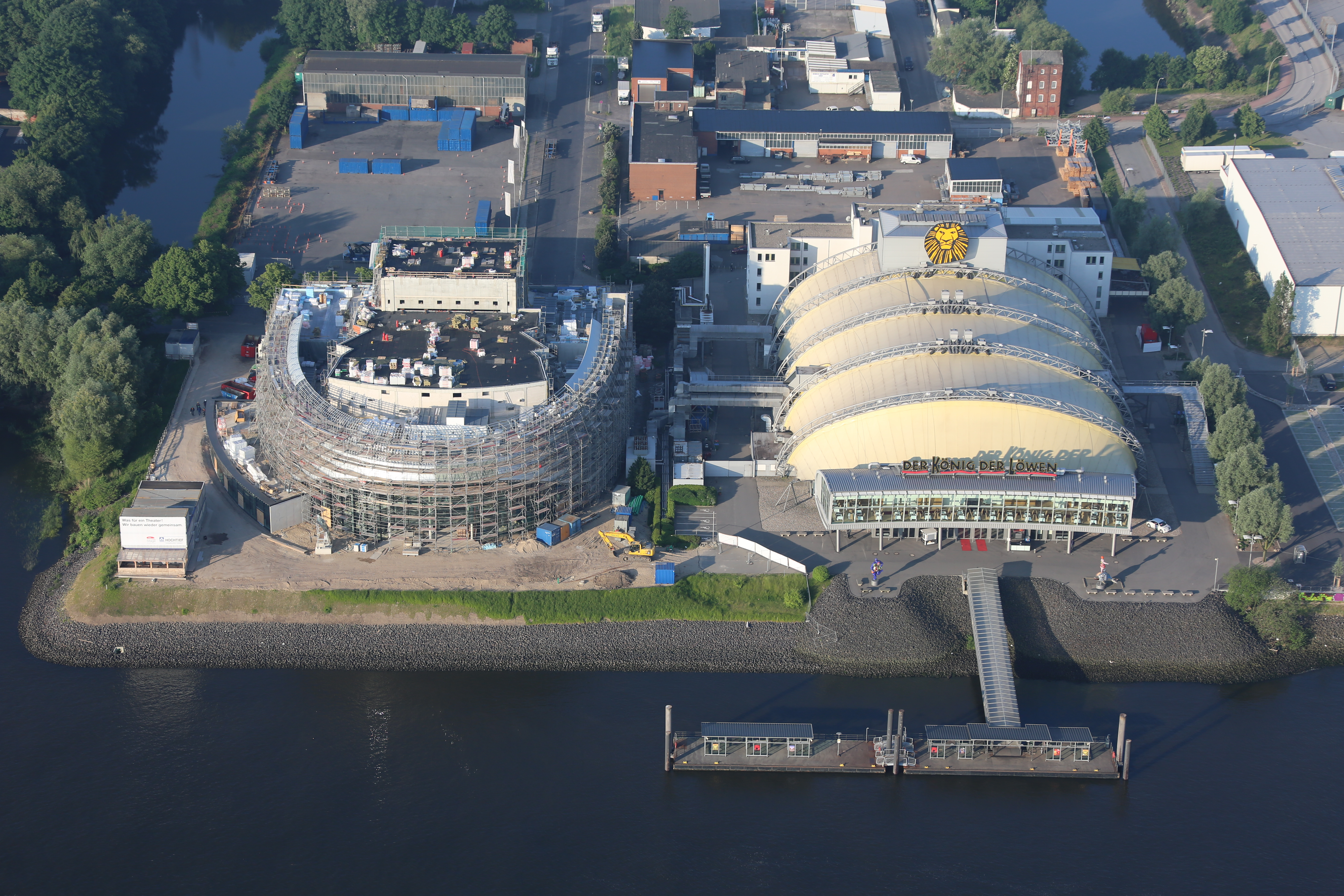
Musicaltheater auf dem ehemaligen Werftgelände: rechts das Theater im Hafen Hamburg (seit 1994) und links das Theater an der Elbe

## Geschichte

### Die Anfänge
Ab 1833 war Johann Hinrich Friedrich Stülcken an verschiedenen Stellen in Altona und Hamburg als Schiffbauer tätig. Sein Sohn Heinrich Christopher Stülcken mietete 1846 ein Gelände für eine Segelschiffwerft. Nachdem anfangs nur Reparaturen durchgeführt wurden, baute Stülcken 1853 als ersten Neubau die Bark Hermann. Ein hölzernes Schwimmdock, das erste in Hamburg, wurde 1858 gebaut und war bis 1911 in Betrieb. 1868 übernahm er das benachbarte Areal, wo sein Vater von 1845 bis 1852 eine kleine Werft betrieb. Heinrich Christopher Stülcken baute rund 20 hölzerne Segelschiffe, vorwiegend Barken, aber auch 2 Lotsenschoner, bis er um 1876 mit dem Bau von Eisenschiffen begann.

### H. C. Stülcken Sohn (ab 1892)
Heinrich Christopher Stülcken starb 1873; seine Witwe Dorothea führte die Werft unter dem Namen H. C. Stülcken Wwe weiter. 1883 wurde der Lotsenschoner No. 5 Elbe gebaut. Nach einer Vergrößerung des Unternehmens 1884 wurde 1885 die erste Schiffsdampfmaschine gebaut. Der Sohn Julius Caesar Stülcken übernahm nach dem Tod der Mutter 1892 den Betrieb, der sich nun H. C. Stülcken Sohn nannte. Um 1890 war Stülcken eine von acht Werften in Hamburg, die Seeschiffe mit stählernem Rumpf baute. Die Aufträge für den Bau und die Reparatur von hölzernen Segelschiffen gingen zu Beginn des 20. Jahrhunderts immer mehr zurück. Auch daher wurden 1883 mit Willy der Bau von Schleppdampfern und mit der Neptun 1904 der Bau von Fischdampfern als neue Geschäftszweige aufgenommen. 1913 lief ein kleiner Frachtdampfer vom Stapel. Der Betrieb entwickelte sich zu einer der Großwerften Hamburgs; 1914 hatte er 895 Beschäftigte. Zu Beginn des Ersten Weltkrieges baute die Stülckenwerft Fischdampfer zu Vorpostenbooten um; weitere Aufträge der Kaiserlichen Marine blieben jedoch aus. Als Unterlieferant der Germaniawerft in Kiel wurde bei Stülcken der Rumpf von U 157 gebaut – ursprünglich ein Handels-U-Boot. Das Kriegsende verhinderte den Bau weiterer Schiffe für die Marine. Ab 1923 baute das Unternehmen acht Fischkutter und zwei Fischdampfer zur Eigennutzung. Die Fischereiflotte wurde 1926 verkauft. Die Umwandlung des Unternehmens in eine Kommanditgesellschaft erfolgte noch vor dem Tod Cäsar Stülckens im Jahre 1925. Neuer Chef wurde Heinrich von Dietlein, ältester Enkel des Gründers H. C. Stülcken.

### Zweiter Weltkrieg
Nach der Machtergreifung der Nationalsozialisten profitierte die Stülckenwerft von den Programmen zur Aufrüstung der Wehrmacht im Deutschen Reich. Einer der ersten Aufträge war der Bau von vier Kanonenbooten des Typs Kanonenboot 1938 (K 1 bis K 4). Der Auftrag erfolgte am 11. November 1938 und die Indienststellung der Schiffe sollte ursprünglich zwischen Mai 1941 und Februar 1942 erfolgen. Bei keinem der georderten Schiffe wurden jedoch Bauarbeiten begonnen. Schließlich wurde der Auftrag am 19. September 1939 wieder storniert. Die bereits während des Ersten Weltkriegs geplante Modernisierung wurde ab 1939 mit der Erweiterung des Geländes und dem Bau einer 230 Meter langen Kabelkrananlage über einer vergrößerten Helling durchgeführt. Die Arbeiten mit einem Zuschuss der Kriegsmarine von 7 Mio. Reichsmark (ein Drittel der Summe) dauerten von Februar 1940 bis Ende 1942. Die beiden markanten Gerüste der Kabelkrananlage waren jahrzehntelang ein Wahrzeichen des Hamburger Hafens.
Trotz Umbauarbeiten war die Werft bereits ab 1940 mit dem Bau von U-Booten des Typs VII C beauftragt. Im Jahre 1942 war eine jährliche Ablieferung von acht U-Booten unter Einsatz von 1.550 Arbeitern vorgesehen. Eine eigens hierfür eingerichtete Abteilung konnte jährlich zwölf Dieselmotoren für U-Boote herstellen. Von 1941 bis 1944 lieferte die Werft zusammen 24 Boote ab. Da es der Kriegsmarine an Eskortschiffen fehlte, wurde 1942 basierend auf dem Kanonenboot 1938 das Geleitboot 1941 entwickelt. Dieses sollte ebenfalls bei Stülcken gebaut werden. So erhielt die Werft den Auftrag über die ersten vier Schiffe (G 1 bis G 4), während die restlichen zwanzig in den Niederlanden gefertigt werden sollten. Das Schiff G 1 wurde am 25. November 1942 auf Kiel gelegt, jedoch wurden die Bauarbeiten im Mai 1943 gestoppt. Das unfertige Schiffe wurde später bei einem Bombenangriff zerstört. Auch Vorarbeiten an G 2 sollen bereits begonnen worden sein, allerdings wurden alle Bauaufträge zwischen 1942 und 1943 wieder storniert.
Ab 1943 war Stülcken nur noch als Unterlieferant für den Rohsektionsbau der Typ XXI U-Boote vorgesehen, die bei den Deutschen Werken in Kiel und der Danziger Werft komplettiert werden sollten. Ab Anfang 1944 war die Werft alleiniger Hersteller des Mehrzweckbootes 1943, einer Klasse von kleinen Geleitschiffen. Insgesamt stellte Stülcken ein Boot fertig und drei weitere waren bei Kriegsende noch im Bau. Im November 1944 wurde auf dem Firmengelände ein Außenlager des KZ Neuengamme für 250 ungarische Juden errichtet. Als Kapos wurden Deutsche und Niederländer eingesetzt.
Im Krieg wurde die Stülckenwerft bei der Operation Gomorrha Mitte 1943 und durch weitere Luftangriffe Mitte 1944 schwer beschädigt; nach zwei erneuten Angriffen am 17. Januar und 11. März 1945 war ein Weiterbetrieb nicht mehr möglich.

### Nachkriegszeit
Nach dem Wiederaufbau ab 1948 entwickelte die Werft in den 1950er Jahren den sogenannten Stülcken-Schwergutbaum, ein Schwergutgeschirr, das aus zwei typisch angeordneten Schwergutmasten in V-Form besteht. Mit Hilfe des Ladegeschirrs, das in seiner leistungsfähigsten Variante einzeln über bis zu 350 t Hubkraft oder bis zu 600 t Stückgut mit zwei kombiniert eingesetzten Ladegeschirren verfügte, konnten ohne Einsatz eines zusätzlichen Hafenkrans auch schwerste Güter verladen werden. H.C. Stülcken als Werft und die DDG Hansa als Reederei in Bremen nahmen damit eine zentrale Marktposition im seeseitigen Schwertransport ein. Schwergutbäume nach Stülcken-Bauweise befinden sich noch heute auf Stückgut- und Schwergutschiffen im Einsatz. Wesentliche Vorteile des Stülcken-Schwergutbaums sind die günstigen Baukosten und die einfache Wartung. Unter der Baunummer 808 erfolgte 1952 mit der Adele im Auftrag der schweizerischen Migros der Bau des bislang größten von der Werft gebauten Frachtschiffs.

### Auflösung
Daneben konnte sich die Stülcken-Werft durch den Bau von Zerstörern der Hamburg-Klasse und Fregatten der Köln-Klasse für die Bundesmarine zur führenden deutschen Werft für Überwasserkampfschiffe entwickeln. Noch 1959 galt sie als Großwerft, doch in der Werftenkrise Anfang der 1960er Jahre ging die Auftragslage zurück. Die Werft wurde 1966 von Blohm + Voss übernommen, welche die von Stülcken begonnenen Neubauten fertigstellte. Das letzte Schiff, die Steigerwald, ein Minentransporter der Sachsenwald-Klasse für die Bundesmarine, lief am 10. März 1967 vom Stapel. Anschließend wurden die Werftanlagen demontiert und das Gelände lag brach. Insgesamt wurden von dieser Hamburger Werft rund 930 Schiffe gebaut, davon etwa 60 Kriegsschiffe.